# Serie A2 2010-2011 - Girone B (pallamano maschile)

## Formula
- Prima fase: le 8 squadre partecipanti hanno disputato un girone all'italiana di andata e ritorno; al termine della prima fase le prime quattro squadre classificate si sono qualificata per la poule promozione mentre le ultime quattro squadre classificate si sono qualificate per la poule retrocessione.
- Poule promozione: le 4 squadre partecipanti hanno disputato un girone all'italiana di andata e ritorno; la prima classificata è stata promossa in serie A1 nella stagione successiva.
- Poule retrocessione: le 4 squadre partecipanti hanno disputato un girone all'italiana di andata e ritorno; la squadra classificata all'ultimo posto è stata retrocessa in serie B nella stagione successiva.

## Squadre partecipanti
- Eppan
- Oderzo
- Malo
- Montegrotto

- CUS Venezia (Casinò)
- Cellini Padova
- Dossobuono
- Mori

## Risultati prima fase
| andata | 1ª giornata                  | ritorno |
| ------ | ---------------------------- | ------- |
| 5-0    | Dossobuono - Mori            | 33-31   |
| 20-28  | Venezia - Padova             | 27-29   |
| 28-29  | Eppan - Terme di Montegrotto | 36-25   |
| 22-26  | Oderzo - Malo                | 38-31   |

| andata | 4ª giornata                       | ritorno |
| ------ | --------------------------------- | ------- |
| 23-18  | Malo - Padova                     | 33-35   |
| 26-24  | Terme di Montegrotto - Dossobuono | 26-31   |
| 34-22  | Mori - Venezia                    | 34-28   |
| 22-31  | Oderzo - Eppan                    | 38-37   |

| andata | 7ª giornata                   | ritorno |
| ------ | ----------------------------- | ------- |
| 32-29  | Malo - Mori                   | 25-36   |
| 26-28  | Padova - Eppan                | 32-33   |
| 24-31  | Venezia - Dossobuono          | 32-39   |
| 37-27  | Terme di Montegrotto - Oderzo | 24-31   |

| andata | 2ª giornata                    | ritorno |
| ------ | ------------------------------ | ------- |
| 31-28  | Malo - Eppan                   | 28-38   |
| 21-29  | Padova - Dossobuono            | 25-32   |
| 30-24  | Terme di Montegrotto - Venezia | 31-22   |
| 35-22  | Mori - Oderzo                  | 27-39   |

| andata | 5ª giornata                 | ritorno |
| ------ | --------------------------- | ------- |
| 26-28  | Padova - Mori               | 32-27   |
| 26-31  | Venezia - Oderzo            | 27-45   |
| 29-33  | Eppan - Dossobuono          | 23-21   |
| 29-28  | Terme di Montegrotto - Malo | 35-27   |

| andata | 3ª giornata                   | ritorno |
| ------ | ----------------------------- | ------- |
| 34-31  | Dossobuono - Oderzo           | 18-28   |
| 26-27  | Padova - Terme di Montegrotto | 28-27   |
| 35-39  | Venezia - Malo                | 27-31   |
| 31-27  | Eppan - Mori                  | 25-26   |

| andata | 6ª giornata                 | ritorno |
| ------ | --------------------------- | ------- |
| 29-21  | Oderzo - Padova             | 34-28   |
| 28-26  | Dossobuono - Malo           | 33-35   |
| 49-25  | Eppan - Venezia             | 29-24   |
| 34-24  | Mori - Terme di Montegrotto | 27-35   |

## Classifica prima fase
|  | Pos. | Squadra        | Pt | G  | V  | N | P  | GF  | GS  | DR   |
|  | ---- | -------------- | -- | -- | -- | - | -- | --- | --- | ---- |
|  | 1.   | Dossobuono     | 30 | 14 | 10 | 0 | 4  | 391 | 357 | +34  |
|  | 2.   | Eppan          | 27 | 14 | 9  | 0 | 5  | 445 | 387 | +58  |
|  | 3.   | Oderzo         | 27 | 14 | 9  | 0 | 5  | 437 | 402 | +35  |
|  | 4.   | Montegrotto    | 27 | 14 | 9  | 0 | 5  | 405 | 393 | +12  |
|  | 5.   | Mori           | 21 | 14 | 7  | 0 | 7  | 395 | 379 | +16  |
|  | 6.   | Malo           | 21 | 14 | 7  | 0 | 7  | 415 | 431 | -16  |
|  | 7.   | Cellini Padova | 15 | 14 | 5  | 0 | 9  | 375 | 397 | -22  |
|  | 8.   | CUS Venezia    | 0  | 14 | 0  | 0 | 14 | 363 | 480 | -117 |

Legenda:

      Qualificate alla Poule promozione
      Qualificate alla Poule retrocessione

## Risultati seconda fase - poule promozione
| andata | 1ª giornata                  | ritorno |
| ------ | ---------------------------- | ------- |
| 45-44  | Dossobuono - Oderzo          | 27-34   |
| 33-28  | Eppan - Terme di Montegrotto | 38-27   |

| andata | 2ª giornata                       | ritorno |
| ------ | --------------------------------- | ------- |
| 25-28  | Terme di Montegrotto - Dossobuono | 26-35   |
| 36-23  | Oderzo - Eppan                    | 29-26   |

| andata | 3ª giornata                   | ritorno |
| ------ | ----------------------------- | ------- |
| 32-29  | Eppan - Dossobuono            | 30-28   |
| 37-29  | Oderzo - Terme di Montegrotto | 39-36   |

## Classifica poule promozione
|  | Pos. | Squadra     | Pt | G | V | N | P | GF  | GS  | DR  |
|  | ---- | ----------- | -- | - | - | - | - | --- | --- | --- |
|  | 1.   | Oderzo      | 15 | 6 | 5 | 0 | 1 | 219 | 186 | +33 |
|  | 2.   | Eppan       | 12 | 6 | 4 | 0 | 2 | 182 | 177 | +5  |
|  | 3.   | Dossobuono  | 9  | 6 | 3 | 0 | 3 | 192 | 191 | +1  |
|  | 4.   | Montegrotto | 0  | 6 | 0 | 0 | 6 | 171 | 210 | -39 |

Legenda:

      Promossa in Serie A1 2011-2012

## Risultati seconda fase - poule retrocessione
| andata | 1ª giornata    | ritorno |
| ------ | -------------- | ------- |
| 39-24  | Mori - Venezia | 34-32   |
| 32-34  | Malo - Padova  | 26-29   |

| andata | 2ª giornata    | ritorno |
| ------ | -------------- | ------- |
| 24-22  | Padova - Mori  | 27-35   |
| 39-33  | Venezia - Malo | 32-38   |

| andata | 3ª giornata      | ritorno |
| ------ | ---------------- | ------- |
| 41-39  | Malo - Mori      | 30-31   |
| 30-25  | Venezia - Padova | 22-27   |

## Classifica poule retrocessione
|  | Pos. | Squadra        | Pt | G | V | N | P | GF  | GS  | DR  |
|  | ---- | -------------- | -- | - | - | - | - | --- | --- | --- |
|  | 1.   | Mori           | 12 | 6 | 4 | 0 | 2 | 200 | 178 | +22 |
|  | 2.   | Cellini Padova | 12 | 6 | 4 | 0 | 2 | 166 | 167 | -1  |
|  | 3.   | Malo           | 6  | 6 | 2 | 0 | 4 | 200 | 204 | -4  |
|  | 4.   | CUS Venezia    | 6  | 6 | 2 | 0 | 4 | 179 | 196 | -17 |

Legenda:

      Retrocessa in Serie B 2011-2012

## Verdetti
- Oderzo: promossa in Serie A1 2011-2012.
- CUS Venezia: retrocessa in Serie B 2011-2012.